# Табачников, Исай Аронович
Исай Аронович Табачников (1904 — 1983) — советский философ и литературовед, преподаватель КГПИ имени А. М. Горького, доцент, кандидат философских наук. Муж народной артистки Украинской ССР П. М. Табачниковой.

## Биография
С 1930 вёл в высших учебных заведениях педагогическую и научную работу в области диалектического материализма и истории украинской философской мысли, специализировался на истории украинской философии.
Доцент кафедры философии Киевского государственного педагогического института имени А. М. Горького. Является составителем собрания сочинений Г. С. Сковороды, автором ряда статей о нём и исследователем рукописного наследия. Более двух десятков лет работал над разысканием рукописей мыслителя, им найдено более тридцати рукописей, в том числе два новых, около двухсот лет неизвестных современной общественности произведений.
Умер на 79-м году жизни 28 января 1983 года. Похоронен вместе с семьей на Байковом кладбище (участок № 33).

## Публикации
- Табачников И. А. Г. С. Сковорода: философские и общественно-политические взгляды. – К.: автореферат, 1950 г. — 23 с.
- Табачников И. А. Філософські і суспільно-політичні погляди Г. С. Сковороди. — «З історії суспільно-політичної та філософської думки на Україні». К., 1956 р., с. 19 — 64.
- Сковорода Г. С. «Твори», т. 1-2. К., 1961.
- Табачников И. А. З історії філософської думки в Києво-Могилянській академії 1 п. 18 ст: С. Яворський і Ф. Прокопович. — «З історії філософської думки на Україні», К., вид. АН УРСР, 1963 р., с. 3 — 32.
- Табачников И. А. Свободомыслие Г.С.Сковороды. — Вопросы истории религии и атеизма, 1964 г., т. 12, с. 214 — 243.
- Табачников И. А. Григорий Сковорода (1722—1794). Москва, «Мысль», 1972.[2]
- Табачников И. А. Педагогічні ідеї Г. С. Сковороди. — К.: «Вища школа», 1972. — 246 с.
- Табачников И. А. Сковорода і Сократ. — «Від Вишенського до Сковороди». К., «Наукова думка», 1972, с. 134 — 142.
- Табачников И. А. Скарби духовні, невимірні. — «Філософська і соціологічна думка», 1992, № 6, с. 113 — 129.